# Kościół św. Marcina w Błażowej
Kościół pw. św. Marcina – rzymskokatolicki kościół parafialny w Błażowej, w województwie podkarpackim, w powiecie rzeszowskim. Parafia należy do dekanatu Błażowa archidiecezji przemyskiej.
Jest to świątynia wzniesiona w latach 1896–1900 według projektu Jana Sasa-Zubrzyckiego jako trzecia z kolei. Budowla ma 72 metry długości, 54 metry szerokości oraz 2 wieże o wysokości 50 metrów. Cegła na jej budowę została wykonana w Błażowej, a kamień pochodził z okolicznych wąwozów. Świątynia była remontowana w 1965 roku. 
Do wyposażenia kościoła należą m.in.: obraz Chrystusa Bolesnego, barokowy krucyfiks, kociołek cynowy barokowy z XVIII wieku.
Świątynia została wzniesiona w stylu eklektycznym (gotycko-romańskim). Do jej budowy użyto czerwonej cegły poprzekładanej co kilka warstw czarną, glazurowaną zendrówką. Do wykonania większych elementów zostały użyte ciosy kamienne nieotynkowane, np. portal główny, cokoły, zakrystia. Budowla posiada trzy nawy.
Dach świątyni jest dwuspadowy, nakryty czerwoną dachówką ceramiczną, krzyżuje się z dachem transeptu pod kątem prostym. Prezbiterium jest nakryte dachem dziewięciopolowym, natomiast nawy boczne, zakrystie i kruchty są nakryte dachami pulpitowymi. Absydy przy transepcie są nakryte dachami pięciopołaciowymi, natomiast wieże dachami czteropołaciowymi, wieże są załamane u podstawy i pokryte są blachą miedzianą.
Prezbiterium wewnątrz świątyni jest zamknięte pięciopolową apsydą. Nawa główna posiada cztery przęsła, natomiast nawy boczne są węższe i niższe. Przyziemia wież, nawa główna, nawy boczne, transept, prezbiterium, zakrystia i babiniec są nakryte sklepieniami krzyżowymi.
Malowidła wykonali artyści: Stefan Matejko, Stanisław Bergman i Kasper Żelechowski. W krakowskim zakładzie Stanisława Przybylskiego wykonano Stacje Drogi Krzyżowej, które poświęcono 11 stycznia 1903 roku. Na podstawie rysunków Jana Sas-Zubrzyckiego wykonanie ołtarzy (głównego i bocznych), ambony, konfesjonałów zlecono znanemu artyście z Futomy Kazimierzowi Krygowskiemu.